# Analecta. Studia i Materiały z Dziejów Nauki
Analecta. Studia i Materiały z Dziejów Nauki – czasopismo naukowe wydawane przez Instytut Historii Nauki PAN.

## Charakterystyka
Ukazuje się od 1992 roku, początkowo jako półrocznik (dwa numery w ciągu roku), w latach 2002-2010  jako rocznik (dwa numery połączone w formie jednego tomu), a od 2011 r. ponownie jako półrocznik. Pod względem merytorycznym czasopismo to jest kontynuacją zainicjowanej ponad 50 lat temu i redagowanej przez Bogdana Suchodolskiego serii „Studia i Materiały z Dziejów Nauki Polskiej”. Funkcję redaktora naczelnego pisma, od jego powstania, pełniła Halina Lichocka, a w 2020 r. zastąpił ją na tym stanowisku Jerzy Kaliszuk.
Czerpiąc z bogatych tradycji tamtej serii „Analecta” przyjęły jednak inną formułę i inne założenia metodologiczne. Na swoich kartach zamieszczają oryginalne, nigdzie wcześniej nie drukowane prace naukowe dotyczące historii wszystkich dziedzin nauki w Polsce i na świecie. Publikują zarówno obszerne, źródłowo udokumentowane rozprawy, jak i opracowania drobniejsze, poruszające rozmaite zagadnienia wiążące się z dziejami naukowej myśli w różnych epokach, opisywane z różnorodnych punktów widzenia. Wszystkie zamieszczane prace są uprzednio recenzowane przez odpowiednich specjalistów. Autorami publikacji są historycy nauki z całego kraju i z zagranicy. 
Prace ogłaszane w  „Analecta” pisane są głównie w języku polskim i posiadają streszczenia w języku angielskim. Redakcja „Analeca” stale współpracuje z „The Central European Journal of Social Sciences and Humanities” (CEJSH) – międzynarodowym czasopismem elektronicznym, utworzonym przez Akademie Nauk krajów Grupy Wyszehradzkiej (Czechy, Polska, Słowacja, Węgry). Ten elektroniczny periodyk wydawany jest w języku angielskim. Są w nim zamieszczane m.in. streszczenia artykułów i rozpraw opublikowanych w „Analecta”.